# Aire urbaine de La Ferté-Bernard
L'aire urbaine de La Ferté-Bernard est une aire urbaine française constituée autour de ville de La Ferté-Bernard, dans la Sarthe.

## Caractéristiques
D'après la délimitation établie par l'INSEE, l' aire urbaine de La Ferté-Bernard est composée de 21 communes, toutes situées dans la Sarthe.
En 2015, selon l'INSEE, la population s'élève à 20 970 habitants et fait d'elle la 247e aire urbaine française.
3 des communes de l'aire urbaine font partie de son pôle urbain, l'unité urbaine de La Ferté-Bernard.
Les 18 autres communes forment sa couronne périurbaine.

## Composition
Les communes de l'aire urbaine de La Ferté-Bernard sont les suivantes :
| Nom                      | Code Insee | Statut | Superficie (km2) | Population (dernière pop. légale) | Densité (hab./km2) |
| ------------------------ | ---------- | ------ | ---------------- | --------------------------------- | ------------------ |
| Avezé                    | 72020      |        | 20,81            | 692 (2022)                        | 33                 |
| Boëssé-le-Sec            | 72038      |        | 11,76            | 534 (2022)                        | 45                 |
| La Bosse                 | 72040      |        | 10,75            | 153 (2022)                        | 14                 |
| La Chapelle-du-Bois      | 72062      |        | 16,53            | 779 (2022)                        | 47                 |
| Cherré                   | 72080      |        | 18,73            | 1 743 (2016)                      | 93                 |
| Cherreau                 | 72081      |        | 11,64            | 942 (2016)                        | 81                 |
| Cormes                   | 72093      |        | 19               | 886 (2022)                        | 47                 |
| Courgenard               | 72105      |        | 11,32            | 460 (2022)                        | 41                 |
| Dehault                  | 72114      |        | 8,94             | 250 (2022)                        | 28                 |
| La Ferté-Bernard         | 72132      |        | 14,96            | 8 769 (2022)                      | 586                |
| Lamnay                   | 72156      |        | 22,09            | 920 (2022)                        | 42                 |
| Préval                   | 72245      |        | 7,62             | 669 (2022)                        | 88                 |
| Saint-Aubin-des-Coudrais | 72267      |        | 17,42            | 916 (2022)                        | 53                 |
| Saint-Denis-des-Coudrais | 72277      |        | 7                | 113 (2022)                        | 16                 |
| Saint-Jean-des-Échelles  | 72292      |        | 10,64            | 225 (2022)                        | 21                 |
| Saint-Maixent            | 72296      |        | 22,48            | 741 (2022)                        | 33                 |
| Saint-Martin-des-Monts   | 72302      |        | 5,72             | 172 (2022)                        | 30                 |
| Sceaux-sur-Huisne        | 72331      |        | 11,76            | 584 (2022)                        | 50                 |
| Souvigné-sur-Même        | 72342      |        | 6,28             | 160 (2022)                        | 25                 |
| Théligny                 | 72353      |        | 14,31            | 215 (2022)                        | 15                 |
| Villaines-la-Gonais      | 72375      |        | 10,34            | 517 (2022)                        | 50                 |

## Évolution démographique
| 1968   | 1975   | 1982   | 1990   | 1999   | 2010   | 2015   |
| ------ | ------ | ------ | ------ | ------ | ------ | ------ |
| 15 961 | 17 563 | 18 395 | 18 968 | 19 537 | 21 200 | 20 970 |